# Lyon County, Nevada
Lyon County är ett administrativt område i delstaten Nevada, USA. År 2010 hade countyt 51 980 invånare. Den administrativa huvudorten (county seat) är Yerington.

## Geografi
Enligt United States Census Bureau så har countyt en total area på 5 221 km². 5 161 km² av den arean är land och 60 km² är vatten.

### Angränsande countyn
- Washoe County, Nevada - nord
- Storey County, Nevada - nordväst
- Churchill County, Nevada - öst
- Douglas County, Nevada - väst
- Carson City, Nevada - väst
- Mineral County, Nevada - sydöst
- Mono County, Kalifornien - sydväst